# Horik 2.
Horik 2. Barn (også stavet Haarik, Hårik) også kaldet Horik den Yngre/Unge, Horik Barn og Erik Barn (død efter 864) var dansk konge 854 – efter 864. Han var slægtning til Horik 1., som han efterfulgte. (og formentlig en efterkommer af Godfred). Der kendes ikke meget til Horiks rige og kongemagt, da den primære kilde til hans liv – Ansgars Levned – sætter mere fokus på kristendommens udbredelse end på Horik selv.

## Regeringstid
Man ved at Horik 1. i 854 blev udfordret af sin nevø Guthorm. Han tog imod udfordringen, og snart havde de begge samlet store hære. De blev dog begge to dræbt i det efterfølgende slag, og mange andre af kongehuset medlemmer blev også dræbt. Tilbage var kun en dreng, som havde det samme navn som forgængeren Horik.
Efter Horik 1.s død rådede jarl Hovi af Sønderjylland Horik til at lukke kirken i Hedeby og smide præsten ud af landet. Horik afsatte dog Hovi kort tid efter, genopbyggede kirken og kaldte præsten tilbage.
Ansgar kom kort efter på besøg hos Horik, der gav ham lov til at ringe med klokke i kirken (dette havde ikke været tilladt i Horik 1.s tid), og han gav ham ydermere lov til at bygge en kirke i Ribe.
I 855 dukkede Rørik og Gudfred (nevø og søn af kongen Harald Klak) op ved grænsen, efter at have boet i Haralds grevskab Rüstningen i Friesland, og krævede begge en del af riget. (Som Horik 1.s to nevøer havde gjort få år tidligere) De blev afvist af Horik, men i 857 kom Rørik tilbage og tiltvang sig Ejdersted (eller som det beskrives i den frankiske annal: "Landet mellem havet og Ejderen"). Det lykkedes dog Horik at fordrive Rørik kort tid efter. Samme år fordriver han også jarl Howi og genåbner kirken i Hedeby, forærer kirken en klokke og giver endda i 860 tilladelse til at åbne en kirke i Ribe.
I kilderne hører man herefter ikke særligt meget til Horik 2., og sidste gang han nævnes er i 864 i forbindelse med et brev, hvor paven forsøger at overtale ham til omvendelse. Hans dødsår kendes ikke, men i 873 nævnes nye danske konger i kilderne.

## Saxo Grammaticus
Krønikeskriveren Saxo Grammaticus nævner Horik Barn i 9. bog, kapitel 6, han gør dog Erik Barn (el. Horik 2.) til søn af Regnar Lodbrogs søn Sigurd Orm-i-Øje og gør Erik (Horik 1.) til Harald Klaks bror og lader ham røve tronen fra Erik Barn (Horik 2.) Han gør desuden også Guthorm til Haralds søn, så noget tyder på, at han ikke har kendt andet end deres navne.
| Saxos tekst på latin | Frederik Winkel Horns oversættelse |
| Hic consanguineorum iactura regnandi fortunam adeptus, utpote propinquorum nece quam incolumitate felicior, relictis aliorum exemplis, per aviti negotii vestigia decurrit; repente namque studiosissimus piratici muneris exsecutor apparuit. Et utinam in abolendo Christianismi cultu temerarium Regneriani spiritus non egisset heredem! Siquidem religiosissimum quemque aut suppliciis insequi aut rebus exuere exsilioque multare perseveravit. Sed frustra principium causer, cuius exitum probem; laudabilior enim est vita, cuius initium turpe speciosus finis abripit, quam cuius probabile exordium in culpas flagitiaque decurrit. Siquidem Ericus, ad salutares Ansgarii monitus sacrilegae mentis errore deposito, quicquid per eiusdem insolentiam commiserat, expiavit tantumque in excolenda religione se gessit, quantum egerat in aspernanda. Itaque non solum sanioris disciplinae haustum docili animo traxit, verum etiam primaevas maculas finali puritate pertersit. Hic filium Kanutum ex Guthormi filia eademque Haraldi nepte progenitum superstitem moriens dereliquit. | Saa vandt han da Kongemagten ved at miste sine Frænder, saa det var til større Gavn for ham, at de blev dræbte, end om de var blevne i Live. Han opgav det Forbillede, hans Fader havde givet, og traadte i sin Bedstefaders Fodspor, thi lige paa en Gang viste det sig, at han var i højeste Grad ivrig til at drive Vikingefærd. Gid han ikke ogsaa var optraadt som en letsindig Arving af Ragnars Aand i Henseende til at udrydde Kristendommen! Han pinte og plagede nemlig stadig alle fromme Mennesker, berøvede dem deres Gods og drev dem i Landflygtighed. Men det tjener til intet at gaa i Rette med ham for hans første Tid, eftersom jeg maa prise hans sidste Dage, thi det Liv, som begynder skammelig, men ender smukt, er mere værdigt til Ros end det, som begynder paa en Maade, der fortjener Anerkjendelse, men løber ud i Synd og Brøde. Ansgars heldbringende Formaninger fik nemlig Erik til at aflægge sit vanhellige Sinds Vildfarelser, han sonede, hvad han i sit Overmod havde forbrudt, og viste sig lige saa ivrig til at udøve Fromhed som tidligere til at foragte den, saa han optog ikke blot en mere heldbringende Lærdom med lærvilligt Sind, men aftvættede ogsaa ved den Renhed, der var over Slutningen af hans Liv, de Pletter det havde faaet i Begyndelsen. Ved sin Død efterlod han sig en Søn Knud, som han havde med Guttorm Haraldsøns Datter. |